# 군자차량사업소
군자차량사업소(君子車輛事業所)는 대한민국 서울특별시 성동구 용답동에 있는 서울교통공사 수도권 전철 1호선과 서울 지하철 2호선과 성수지선의 차량기지다.

## 개요
수도권 전철 1호선, 서울 지하철 2호선, 성수지선 정비를 담당한다. 이 차량기지 옆에는 성수지선의 용답역이 있는데, 1980년 개통 당시부터 1992년까지는 기지역이라고 불렀다.
성수지선 선로와 성수지선 신설동역 유령 승강장과 입·출고 선로가 각각 연결되어 있다. 서울교통공사 1000호대 저항제어 전동차, 서울교통공사 1000호대 VVVF 전동차는 동묘앞역에서 종착 후 연결된 성수지선 선로를 타고, 신설동역 유령 승강장을 거쳐 연결된 입고 선로를 타고, 이 차량기지로 입고하고, 서울교통공사 2000호대 VVVF 전동차는 성수역에서 종착 후 성수지선 선로를 이용해 연결된 입고 선로를 타고, 이 차량기지로 입고한다. 서울교통공사 1000호대 저항제어 전동차, 서울교통공사 1000호대 VVVF 전동차가 이 차량기지에서 출고할 때는 성수지선 선로와 연결된 출고 선로를 타고, 성수지선 선로로 갈아타 신설동역 유령 승강장을 거쳐 동묘앞역으로 진입하고, 서울교통공사 2000호대 VVVF 전동차가 이 차량기지에서 출고할 때는 성수지선 선로와 연결된 출고 선로를 타고, 성수지선 선로로 갈아타 성수역으로 진입한다.
2015년 10월 11일(일요일) KBS 2TV 다큐멘터리 3일 프로그램 "열차, 다시 살다! - 서울지하철 군자차량기지" 편에서 소개되었다. 내구연한이 도래한 서울 지하철 2호선 전동차를 반출하기도 한다.(신정기지, 군자기지 소속 포함) 심야에 수도권 전철 1호선 16편성, 성수지선 5편성이 주박한다.

## 업무
- 서울교통공사 1000호대 저항제어 전동차, 서울교통공사 1000호대 VVVF 전동차[4], 서울교통공사 2000호대 VVVF 전동차 입·출고 검수관리
- 수도권 전철 1호선, 서울 지하철 2호선 폐차관리